# Mylabris pentheri
Mylabris pentheri là một loài bọ cánh cứng trong họ Meloidae. Loài này được Ganglbauer miêu tả khoa học năm 1905.